# 胜利旗

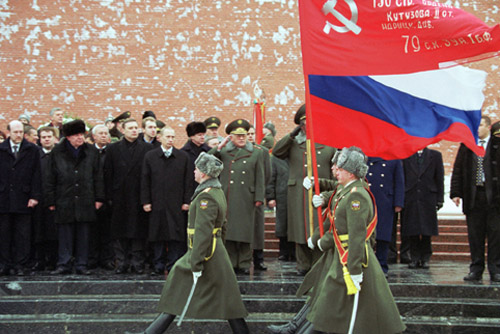
2001年2月23日无名烈士墓献花仪式上使用的胜利旗

胜利旗（羅馬化：Znamya Pobedy）是第二次世界大战柏林战役中苏联红军士兵于1945年5月1日在柏林国会大厦屋顶升起的旗帜，次日由三名苏军士兵移至穹顶升起，参与者为阿列克谢·别列斯特、米哈伊尔·叶戈罗夫和梅利通·坎塔里亚，分别来自乌克兰、俄罗斯和格鲁吉亚。这面旗帜的复制品常出现在苏联及今日俄罗斯、白俄罗斯、哈萨克斯坦、德涅斯特河沿岸共和國的纪念仪式及阅兵中。这面旗帜是苏德战争官方的胜利象征，并被俄羅斯聯邦及德涅斯特河沿岸共和國认作国家遗产。
外观上胜利旗近似于一面在战场上临时制作的苏联国旗，长188厘米、宽82厘米，左方为银色的五角星和镰刀锤子，旗上所书文字如下：

-{150 стр. ордена Кутузова II ст. идрицк. див. 79 C.К. 3 У. А. 1 Б. Ф.
（150-я стрелковая ордена Кутузова II степени идрицкая дивизия 79-го стрелкового корпуса 3-й ударной армии 1-го Белорусского фронта）}-

 — 译文：白俄罗斯第1方面军，第3突击集团军，第79步兵军，荣获库图佐夫二级勋章的伊德里茨第150步兵师

这面旗帜为进攻前预先准备升起而制作的官方旗帜之一，虽然并非唯一在国会大厦上升起的官方旗帜，但该旗被視為是唯一一面得以倖存且插上国会大厦穹顶的官方旗帜。其后，旗帜原件被俄罗斯法律所保护，并在俄罗斯的卫国战争胜利日阅兵中使用它的复制品。

## 经过

### 背景
白俄罗斯第一方面军司令朱可夫同志下令第3突击集团军立即进入柏林，占领市中心及国会大厦，并在上面升起胜利红旗。
1945年4月21日早6点，红军清除了敌人最后的防线并进入了柏林。 
1945年4月29日结束时，第3突击集团军攻下了柏林市中心，并占领了国会大厦附近的街区。
4月30日拂晓时他们向帝国大厦发起了总攻。
1945年4月30日14:25分萨亚诺夫上士小队的战士们经过奋战到达了穹顶。这些勇敢的战士们——共产党员别列斯特中尉、共青团员叶戈罗夫列兵和无党派的坎塔里亚下士在德国国会大厦上升起了代表我们伟大胜利的光辉的苏联旗帜！
这面经历战火布满弹痕的旗帜胜利地飘扬在战败的柏林上空。
第3突击集团军司令、苏联英雄，库兹涅佐夫上将
苏德战争中苏联红军具有在攻下的阵地悬挂红旗的传统。1944年10月6日斯大林在十月革命27周年纪念仪式讲话时提到了悬挂胜利旗的想法：
|  | 苏联人民和红军战胜了在第二次世界大战中面对的困难……现在邪恶的纳粹已经被永远赶出了我们的国土，红军需要完成的最后的任务就是，和盟国的武装一起战胜纳粹德国军队，将这个法西斯野兽消灭在它的巢穴中，并在柏林上空升起胜利的旗帜。 |

1945年4月8日白俄罗斯第1方面军政治部在兰茨贝格召开了会议，决定每支进军柏林的军队都要制作一面红旗以悬挂在国会大厦顶部。这个地点是斯大林亲自选定的。
同年4月，白俄罗斯第1方面军第3突击集团军第一个到达柏林市中心，接到命令后库兹涅佐夫上将指示下属的九个师分别制作了红旗。旗帜图案基于当时的苏联国旗，随军艺术家弗·布托娃利用蒙版喷绘出了文字和图案。旗帜的材料为德国制造，来自柏林的一个商店中。4月22日晚所有的旗帜都被带到军事委员会展示，其中最后在国会大厦升起的的是编号第5号的旗帜。

### 升起旗帜

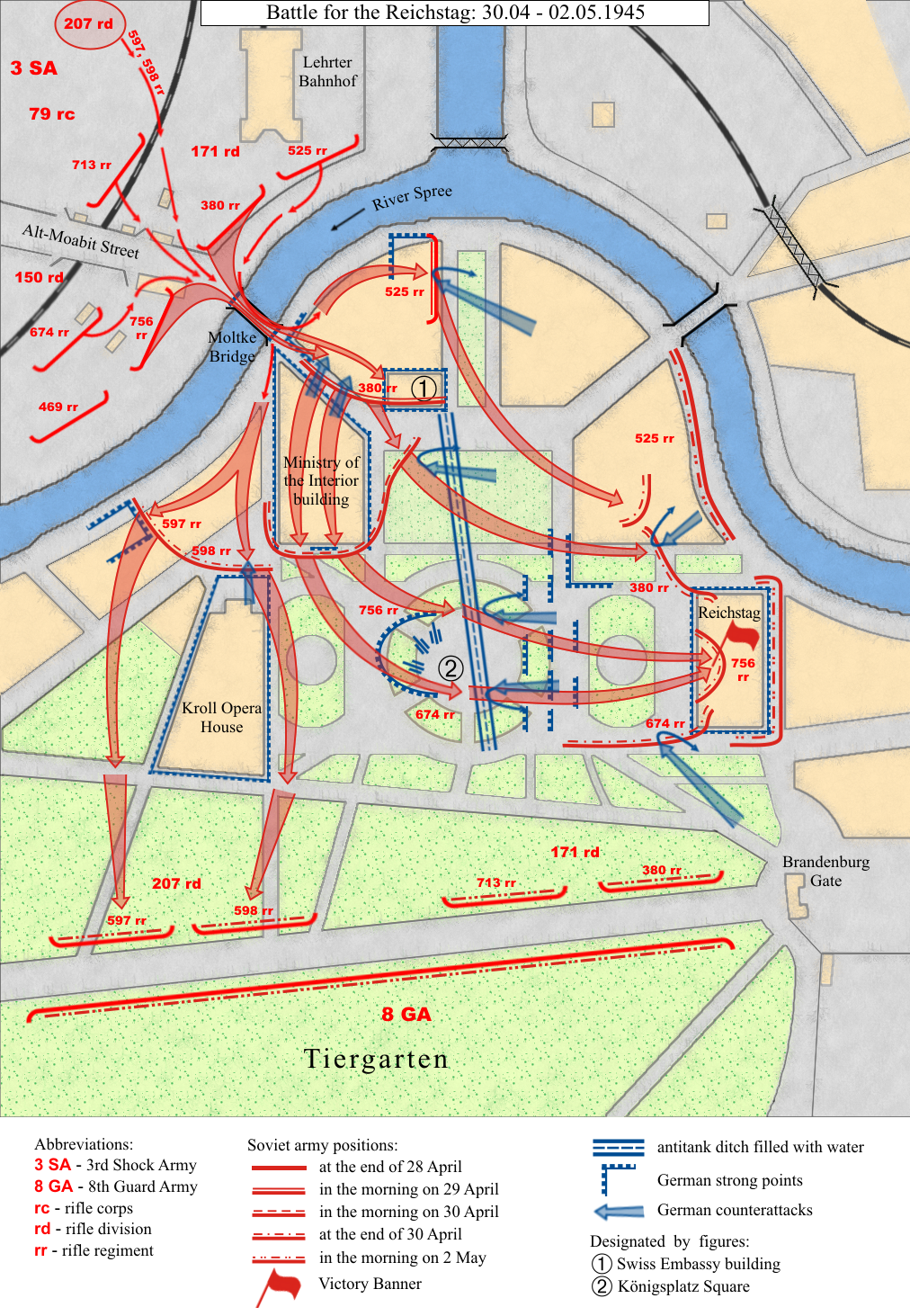
柏林戰役中对国会大厦的进攻及胜利旗（红色旗帜表示）升起的位置

1945年4月29日红军开始对国会大厦发起进攻，率先进攻的是第171步兵师和第150步兵师。清晨开始了第一波进攻但被德军火力所压制，下午13：30分左右在猛烈的炮火轰击后发起了第二轮进攻。随后不久，全苏广播电台播出了在14：25苏军在国会大厦升起胜利旗的消息。这一报道的来源为150步兵师参谋长和79步兵师参谋长之间的无线电通讯，其中提到在14：25在国会大厦的西南角升旗了红旗。事实上，此时红军尚未全部占领国会大厦。A. 萨奇科夫解释道：“这一通讯发出的时机尚早并且当时期望早些达成胜利，当指挥官们意识到发出这一通讯造成的后果时，再想要更正它几乎是不可能的。”
据756步兵师指挥官津琴科的回忆录中写道：“由于这一草率、未经证实的报道，进攻国会大厦的士兵们在战斗中多次起身欢呼”。仅在最后的第三轮进攻后，红军才完全占领国会大厦，此时战斗已持续到晚间。之后国会大厦各处的高處及屋頂處悬挂自行制作的红旗，然而最高处的穹顶尚未悬挂旗帜。
4月30日晚上22時放置在國會大廈屋顶上的第四面胜利旗（前三面被炮火摧毀），之后在5月2日下午被叶戈罗夫和坎塔里亚從東面屋顶移到穹顶上。据150步兵师756团第一营营长史蒂凡·聂斯特罗夫写道，团长津琴科命令叶戈罗夫和坎塔里亚在国会大厦穹顶树立起旗帜，阿列克谢·别列斯特也被派去执行这一任务，他负责在树立旗帜的过程中保障两人的安全。
5月2日，一架玻-2飞机飞临了国会大厦，机上的《真理报》记者拍下了一张胜利旗在国会大厦上飘扬的照片，该照片随后出现在世界各地的报刊中。

### 1945年5月8日之后
根据柏林地区的盟军协商决定，国会大厦属于英占区。因此在第三突击集团军撤离国会大厦后不久，胜利旗即被降下而升起了一面纯红旗。
根据第79步兵军指挥官的报告称，胜利旗是在5月9日降下的，他向第3突击集团军的报告如下：
|  | 我下令将1945年4月30日在国会大厦上升起的旗帜保存下来，并询问苏联最高元帅朱可夫同志，希望能够允许白俄罗斯第1方面军第3突击集团军第79步兵军的代表，将这面胜利旗在克里姆林宫或是其他地方，亲手交给我们伟大的领袖，敬爱的斯大林元帅。 |

随后在1945年6月20日，胜利旗在柏林被送上飞机运往莫斯科。胜利旗本应在1945年由涅乌斯特罗耶夫作旗手，在别列斯特、叶戈罗夫和坎塔里亚陪同下在莫斯科胜利阅兵上出现，然而涅乌斯特罗耶夫由于腿部受伤且候补旗手没有充分训练，故朱可夫决定取消胜利旗在胜利阅兵中的入场。

### 保存和展览

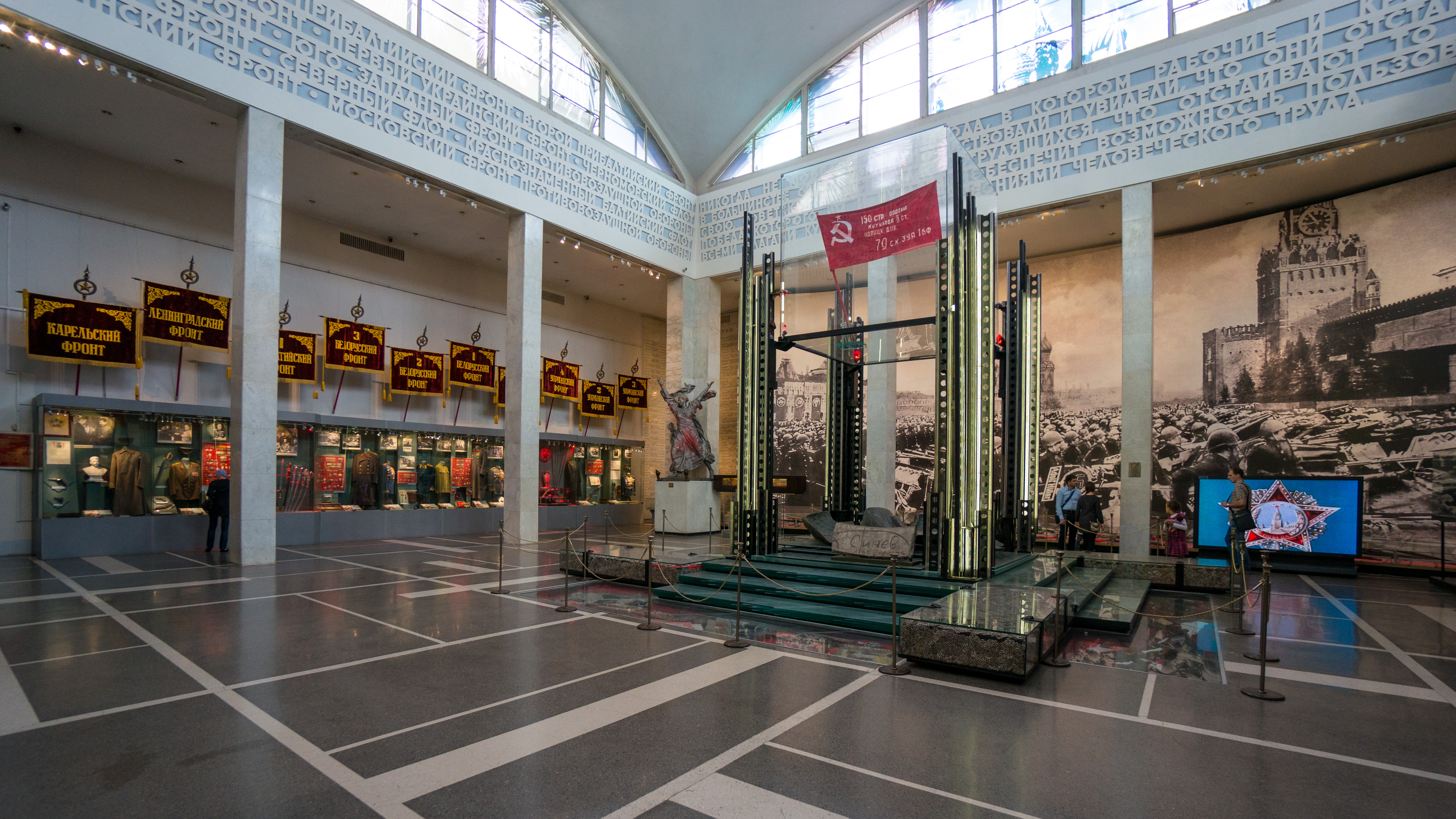
中央军事博物馆所展出的当年挂在柏林上的胜利旗

根据苏军总政治部在1945年7月10日的决定，胜利旗被运往苏联中央军事博物馆以永久保存。在1965年“卫国战争胜利20周年”时曾出现在阅兵仪式中，1965年之前该旗一直在博物馆中展出，后以复制品替代。在2011年5月8日中央军事博物馆重新展出了原始的胜利旗，支撑其展示橱窗的金属均为卡秋莎火箭炮的炮架所制成。
现存的旗帜中缺少一条长73厘米宽3厘米的布条。一种说法是1945年5月2日一个卡秋莎火箭炮的炮手亚历山大·哈尔科夫剪下了一条作为纪念。另一种说法该旗存放在第150步兵师时一些女职员剪下了一条并切为几块作为纪念。1970年左右曾有妇女带来一块碎片，其大小和旗帜缺少的一条中的一部分恰好符合。

## 使用

1936-1955年间的苏联国旗

俄罗斯法律规定：“胜利旗是苏联人民和军队在伟大的卫国战争中战胜纳粹德国的官方象征，是俄罗斯的国家遗产。它将被永久保存以供人参观。”
根据2007年5月7日通过的《胜利旗法》的规定，胜利日在莫斯科红场举行庆典以及在向莫斯科的无名烈士墓以及其他与苏德战争有关的纪念碑献花时，应使用胜利旗的复制品。政府机构、俄罗斯联邦主体、自治州及共和国、公立单位和组织在举行和二战有关的活动时亦可使用。在建筑物上，胜利旗可以和俄罗斯国旗一起悬挂。
自2006年5月9日起的胜利日阅兵，胜利旗不再单独入场，而是和俄罗斯国旗一同出现。然而俄罗斯的老兵组织对俄罗斯国旗的使用产生了异议，认为现今的俄罗斯三色国旗在當年苏德战争中是德国一方的弗拉索夫领导的俄罗斯解放军所使用的旗帜，并在一封致俄罗斯总统的公开信中写道：
|  | 将胜利旗和三色旗放置在一起饱具争议 ... 这会让人感觉弗拉索夫赢得了伟大的卫国战争。但即使三色旗没有这一段被二战中的叛徒弗拉索夫玷污的历史，三色旗也不应和胜利旗一起出现。因为卫国战争的胜利并不仅仅是俄罗斯人民的胜利，而是全体苏联人民的胜利，将苏联国旗以三色旗代替即是扭曲了卫国战争及独联体各国的历史。 |

| 莫斯科红场胜利日纪念活动上使用的胜利旗        | 莫斯科红场胜利日纪念活动上使用的胜利旗            | 莫斯科红场胜利日纪念活动上使用的胜利旗            | 莫斯科红场胜利日纪念活动上使用的胜利旗 |
| --------------------------------------------- | ------------------------------------------------- | ------------------------------------------------- | -------------------------------------- |
|                                               |                                                   |                                                   |                                        |
| 2005年5月9日阅兵仪式 最后一次单独出现的胜利旗 | 2015年5月9日阅兵仪式 在俄罗斯国旗之前入场的胜利旗 | 2016年5月9日阅兵仪式 在俄罗斯国旗之后入场的胜利旗 |                                        |

### 俄羅斯

1996年叶利钦通过总统令宣布的俄罗斯陆军胜利纪念旗

1996年到2007年间，俄罗斯曾使用另一种样式的胜利旗——胜利纪念旗，为左上角为黄色实心五角星的红旗。
1996年4月15日，俄罗斯总统鲍里斯·叶利钦签署了关于胜利旗的总统令，规定胜利旗的原始版本仅能在2月23日和5月9日展示，其他情况下应使用胜利纪念旗。根据这一命令，胜利纪念旗的样式为“长宽比为2：1的红旗，左上方双面印有五角星”。五角星的色彩并没有明确规定，但实际中经常制为金黄色。
2005年国家杜马在确定胜利纪念旗的法律地位时遭到了俄罗斯联邦共产党和“祖国”（Родина）党的反对，认为胜利纪念旗与历史事实不符，对于该项议案的争议一直持续至2007年為止。2007年4月24日，俄罗斯总统普京在收到众多老兵组织重新修订该法案的呼吁后，决定否决该法案；同年6月16日，俄罗斯总统普京发布第770号总统令确定原始胜利旗的地位，并停止胜利纪念旗的使用。

### 乌克兰
2011年4月21日，乌克兰最高拉达通过了一项由总统维克多·亚努科维奇签署的法律，该法律规定了在无名烈士墓和无名水手纪念碑上正式使用胜利旗的程序。同年6月，乌克兰宪法法院裁定该法律违宪。 2015 年 4 月 9 日，最高拉达通过了一项新法律，从所有地方删除了对胜利旗的提及。
2022年俄罗斯入侵乌克兰后，俄罗斯军队在包括政府大楼在内的多处占领区悬挂了这面旗帜。 自1946年起定5月9日为胜利纪念日且为公众假日。同俄罗斯，如果该日为周末，则随后的星期一也为假日。在2014年乌克兰发生亲欧盟示威运动及其后的克里米亚危机后，乌克兰已取消庆祝该纪念日 。2023年5月8日，烏克蘭總統弗拉基米尔·泽连斯基向議會提出法令，將5月9日從勝利日改為歐洲日，與歐盟成員國一起慶祝，2023年6月12日正式簽署生效。
现时胜利旗在乌克兰因其红色旗面和镰刀锤子等象征共产主义的图案而处于事实上的非法状态，在公开场合下展示可能导致最高达5-10年的监禁。

### 白俄羅斯
根据总统亚历山大·卢卡申科1995年5月6日的命令，5月9日、2月23日和7月3日印发了胜利旗帜的副本。苏联国旗也具有同等地位。2011年，俄罗斯向白俄罗斯赠送了胜利旗帜的官方复制品之一，保存在白俄罗斯卫国战争博物馆。

### 德涅斯特河沿岸
2009年德涅斯特河沿岸最高蘇維埃听从现任总统叶夫根尼·谢夫楚克作为国会议员时的提议并最终决定跟随俄罗斯联邦恢复1945年4月30日苏联红军插在柏林德国国会大厦上的胜利旗在阅兵和其他军事庆典时的使用，以纪念苏德战争中牺牲的士兵，并加强对青年人的历史教育。

### 顿涅茨克人民共和国和卢甘斯克人民共和国

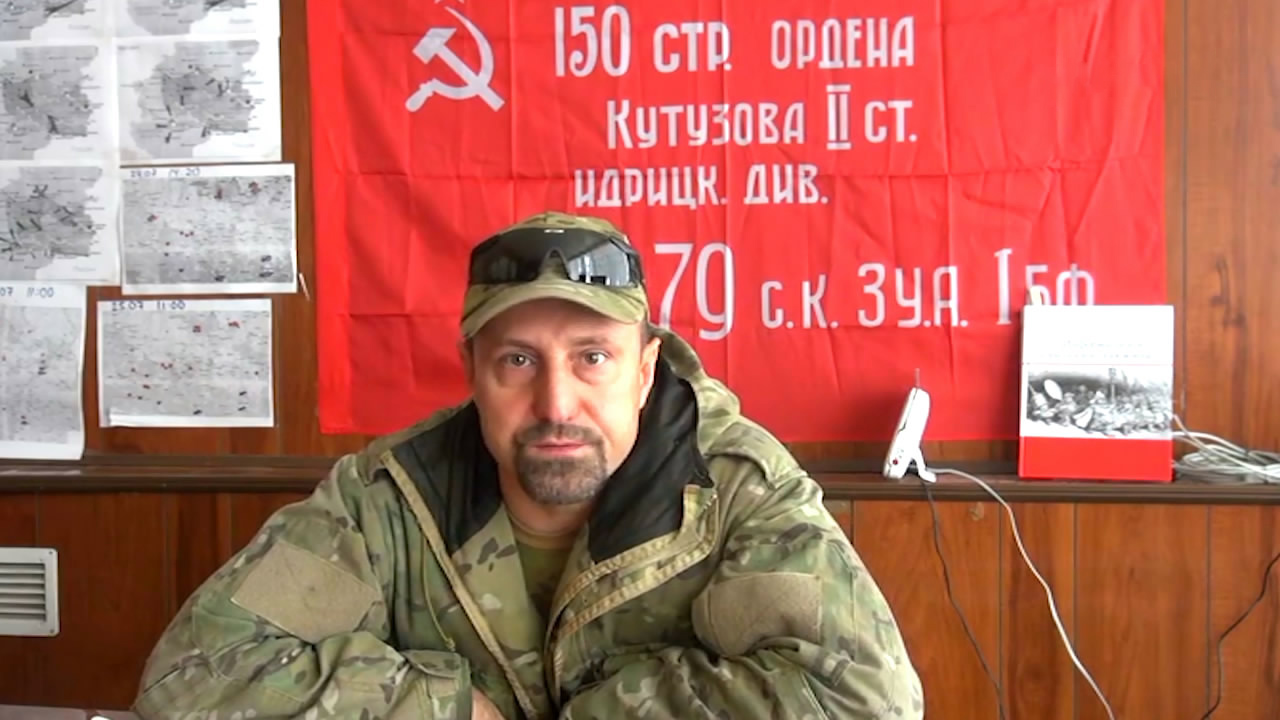
亚历山大·霍达科夫斯基在胜利旗前举行新闻发布会。(2014年)

顿涅茨克人民共和国和卢甘斯克人民共和国在胜利日中，胜利旗被用于阅兵。2018年，顿涅茨克人民共和国和卢甘斯克人民共和国人民议会通过了《胜利旗帜》法律，为在共和国使用胜利旗帜副本确立了地位和法律基础。

### 
2010年4月21日，在莫斯科卫国战争中央博物馆的名人堂里，一个胜利旗帜副本被移交给哈萨克斯坦总统行政部门参谋长的仪式。此副本保存在纳扎尔巴耶夫努尔苏丹博物馆。欢迎横幅于5月1日在阿拉木图的28名潘菲洛夫卫兵的公园举行。2015年5月6日，在仪仗队的陪同下，俄罗斯工匠制作的胜利旗帜的精确复制品被转移到哈萨克斯坦国家档案馆。2015年6月12日晚些时候，俄罗斯向哈萨克斯坦国防部移交了另一份副本。旗帜被转移到阿斯塔纳新开的哈萨克斯坦武装部队武器和军事装备博物馆存放。2015年12月23日，在独联体国防部长理事会会议之前，俄罗斯国防部长谢尔盖·绍伊古又向哈萨克斯坦国防部长伊曼加利·塔斯马甘别托夫转交了一份胜利旗副本。

## 其他用途
2017年5月9日，最大的胜利旗复制品在摩尔多瓦首都基希讷乌的国民议会广场上展出，尺寸为60×25米。这面旗帜是在当地一家工厂缝制的，历时两周。2020年，俄罗斯北方舰队的船员在俄罗斯北极的遥远地区升起了这面旗帜。